# Suchov
Suchov (dříve i Súchov, německy Suchow) je obec v okrese Hodonín v Jihomoravském kraji. Leží na hranici s krajem Zlínským, v podhůří Bílých Karpat čtrnáct kilometrů jihovýchodně od Veselí nad Moravou. Žije zde 477 obyvatel. K obci patří osady Trnovský Mlýn, Suchovské Mlýny, Zámečnické Mlýny a Podhajské Mlýny (též Pod Kozimelkou).
Suchov náleží mezi devět obcí Horňácka, etnografického subregionu Slovácka. Sousedními obcemi jsou na severu Blatnička a Boršice, na jihozápadě Velká nad Veličkou a Javorník a na jihovýchodě Nová Lhota.

## Historie
První písemná zmínka o obci pochází z roku 1500. Obec založily rodiny horalů pocházejících od slovenské Žiliny. K roku 1354 se vztahuje záznam "prope villam Suchonempczi que Gaumpsdorf alio vocabulo dicitur" a k roku 1513 "do Suchowa".

V roce 1882 zde založil mladý učitel a spisovatel Matouš Béňa vlastenecko-recesistický spolek „Súchovská republika“, jehož se účastnili také např. Otakar Bystřina nebo Joža Uprka. V roce 2010 byla založena tradice s odkazem na toto sdružení – „Po stopách Súchovských republikánů“ – folklorní pochod ze Suchova do Velké nad Veličkou.

## Přírodní poměry
Celý katastr obce je součástí CHKO Bílé Karpaty. Značnou část území zabírají lesy nebo bělokarpatské louky, na západě se nachází NPP Búrová a na východ katastru zasahuje ochranné pásmo NPR Porážky.

## Obyvatelstvo
| Rok            | 1869 | 1880 | 1890 | 1900 | 1910  | 1921  | 1930 | 1950 | 1961 | 1970 | 1980 | 1991 | 2001 | 2011 | 2021 |
| -------------- | ---- | ---- | ---- | ---- | ----- | ----- | ---- | ---- | ---- | ---- | ---- | ---- | ---- | ---- | ---- |
| Počet obyvatel | 702  | 829  | 838  | 897  | 1 037 | 1 022 | 999  | 915  | 911  | 825  | 791  | 652  | 582  | 483  | 472  |
| Počet domů     | 131  | 164  | 173  | 160  | 177   | 178   | 195  | 213  | 209  | 199  | 196  | 220  | 222  | 227  | 225  |

## Obecní správa

### Obecní symboly
Znak a vlajka byly obci uděleny rozhodnutím předsedy Poslanecké sněmovny Parlamentu České republiky dne 30. listopadu 2007.

## Pamětihodnosti
- Podhajský mlýn
- zřícenina hradu Kanšperk
- kaplička s památnou lípou
- kříž plodnosti
- kaple svatého Lukáše

## Galerie

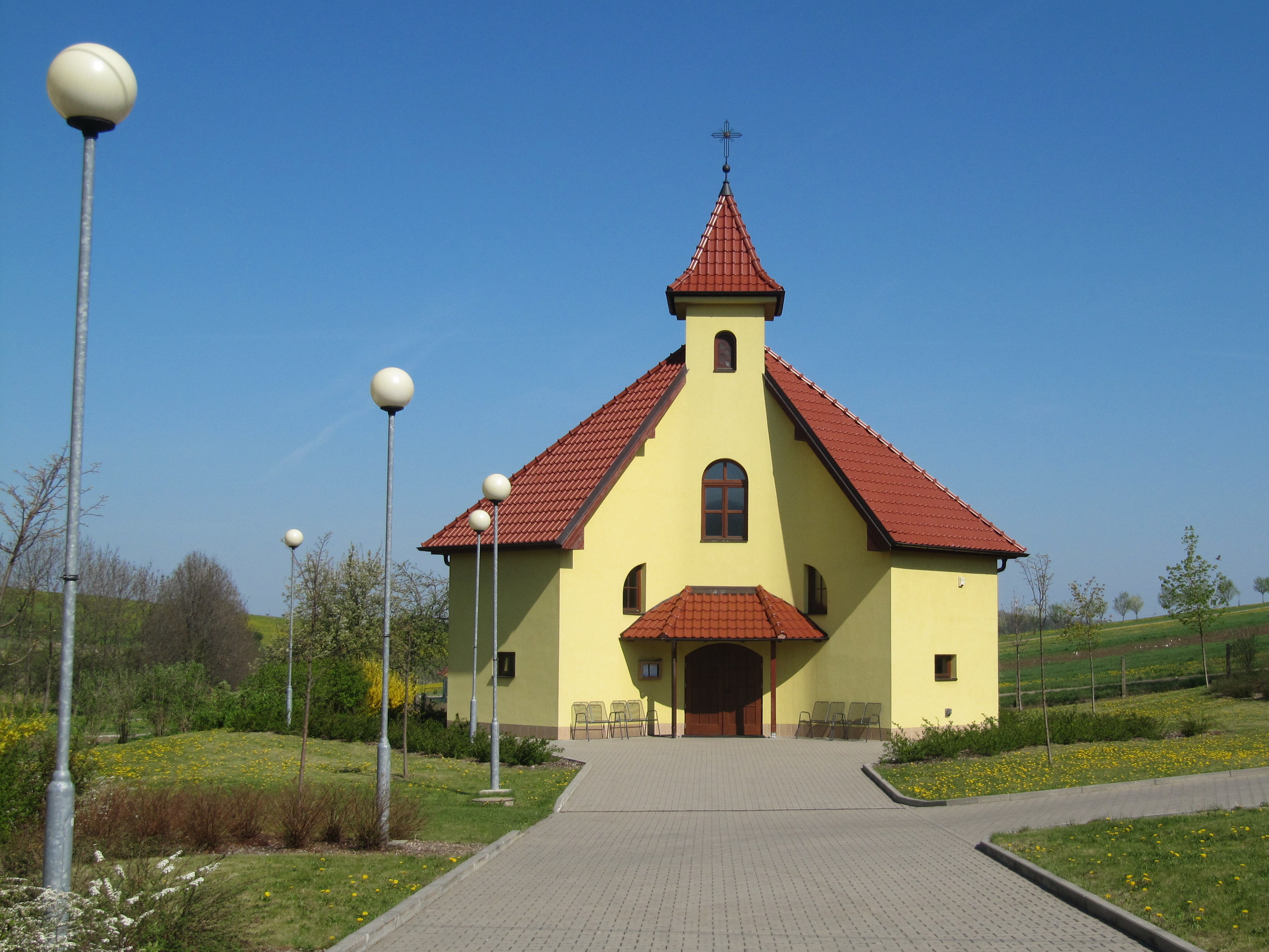
Kaple svatého Lukáše
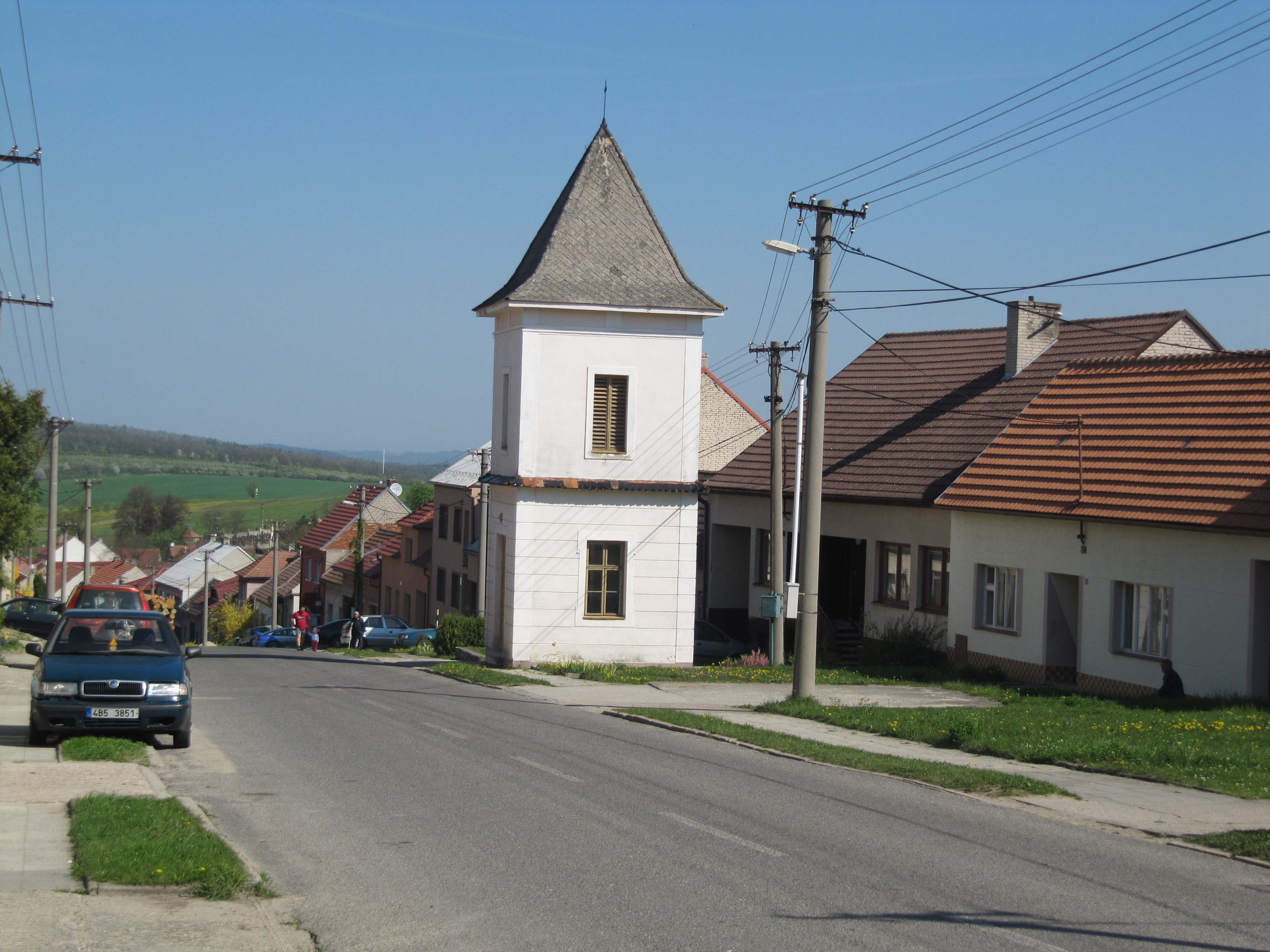
Zvonice
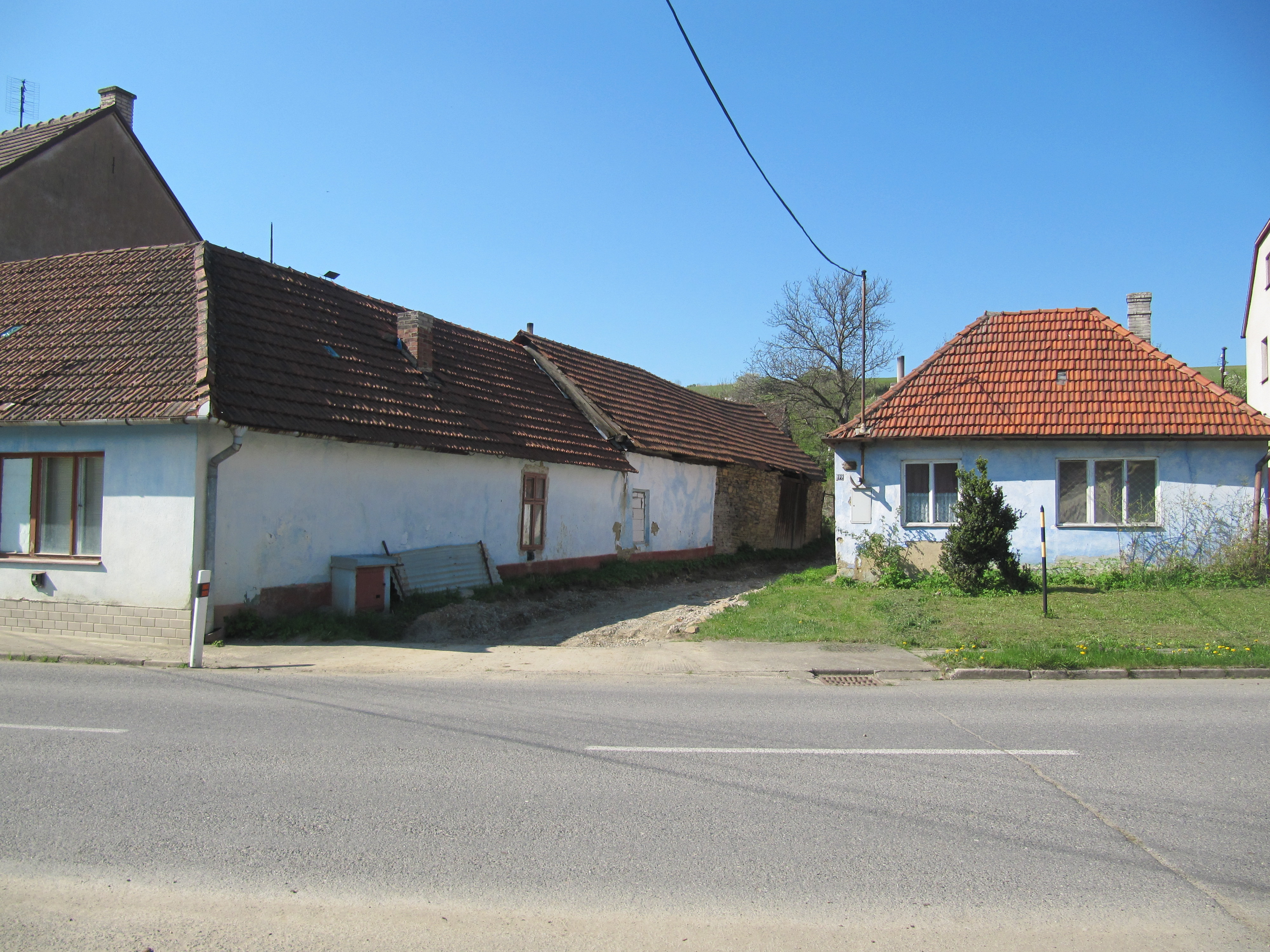
Stará zástavba
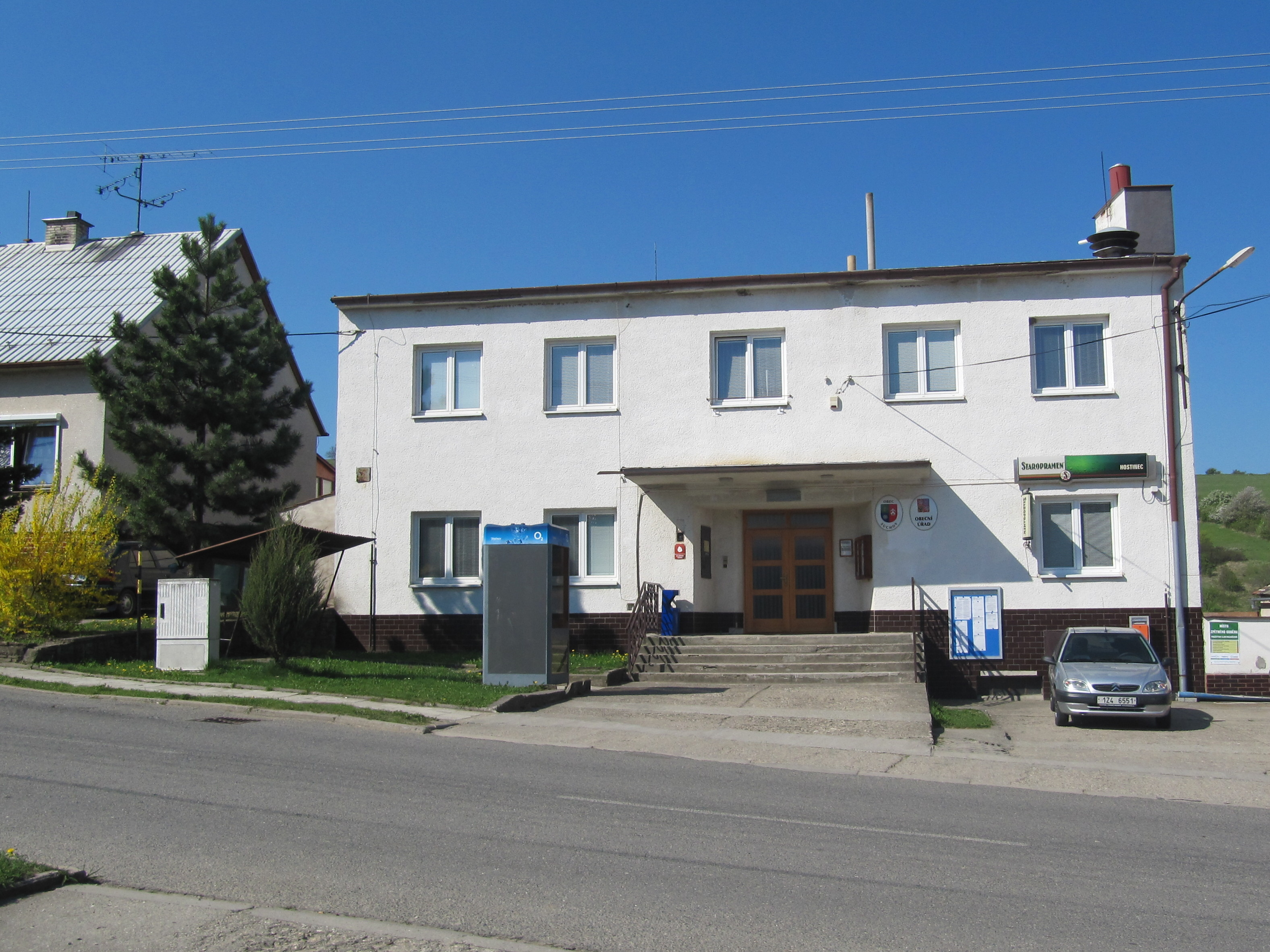
Obecní úřad